# Tsakaling Gewog

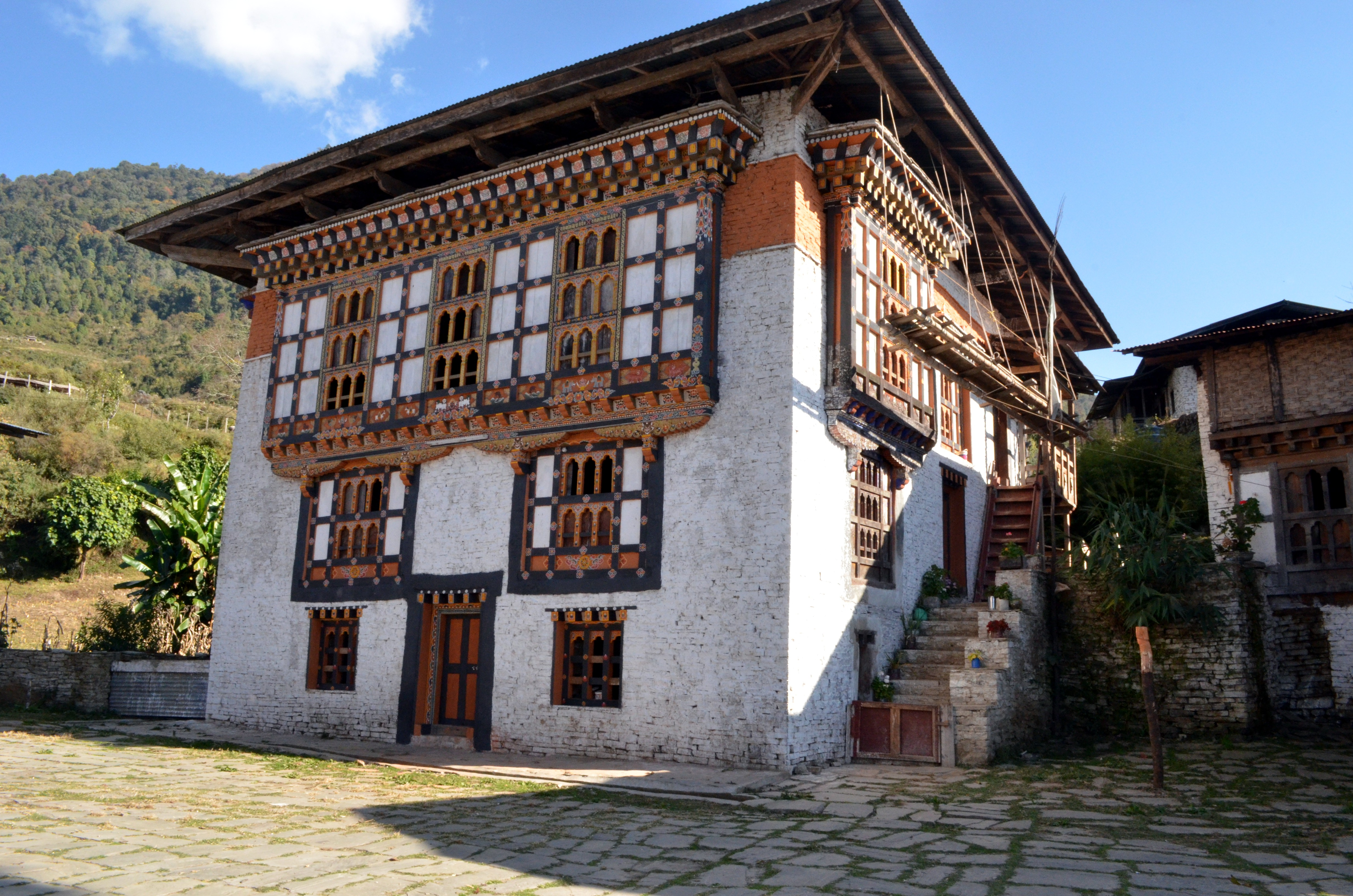
Imagen en Tsakaling Naktsang

Tsakaling Gewog (Dzongkha: ཙ་ཀ་གླིང་) es un Gewog (bloque de aldea) del Distrito de Mongar, en Bután.